# بلدي: عهد جديد
بلدي: عهد جديد (هانغل: 나의 나라)؛ هو مسلسل تلفزيوني كوري جنوبي، أنتج في عام 2019. تم بثه على جاي تي بي سي ونتفليكس في الساعة 22:50 بتوقيت جرينتش من 4 أكتوبر إلى 23 نوفمبر 2019.

## القصة
أثناء فترة مملكة جوريو، تحول صديقين إلى عدويين بسبب سوء فهم، يحاولان حماية بلدهما وأحبائهما بطريقتهما الخاصة.
تتحدث دراما “بلدي” عن “سيو هوي” محارب والده قائد مشهور، وهو لا يهوى الحلول الوسطية حين يتعلق الأمر بالظلم، تحولت حياته إلى جحيم ولكنه لا يزال محافظاً على ابتسامته، بينما “نام سون” شخص ذكي وموهوب ولكن ينظر إليه الناس بدونية لأن والدته من أصل وضيع، يحلم باجتياز اختبار الخدمة العسكرية ولكنه فقد ذلك الحلم بسبب تورط والده في فضيحة فساد. وتزداد الأمور سوء بعد أن دخل في نزاع مع “سيو هوي” بسبب سوء تفاهم.

## طاقم
- يانغ سي جونغ في دور سيو هوا[7]
- جانغ هيوك في دور لي بانغ وون[8]
- وو دو هوان في دور نام سون هو[9]
- كيم سول هيون في دور هان هي جاي[10]
- كيم يونغ تشول في دور لي سونغ جيو[11]
- بارك يي جين في دور الملك شين دووك[12]

## المشاهدات
| الموسم | الموسم | رقم الحلقة | رقم الحلقة | رقم الحلقة | رقم الحلقة | رقم الحلقة | رقم الحلقة | رقم الحلقة | رقم الحلقة | رقم الحلقة | رقم الحلقة | رقم الحلقة | رقم الحلقة | رقم الحلقة | رقم الحلقة | رقم الحلقة | رقم الحلقة | المتوسط |
| الموسم | الموسم | 1          | 2          | 3          | 4          | 5          | 6          | 7          | 8          | 9          | 10         | 11         | 12         | 13         | 14         | 15         | 16         | المتوسط |
| ------ | ------ | ---------- | ---------- | ---------- | ---------- | ---------- | ---------- | ---------- | ---------- | ---------- | ---------- | ---------- | ---------- | ---------- | ---------- | ---------- | ---------- | ------- |
|        | 1      | 778        | 855        | 818        | 1044       | 941        | 1246       | 1120       | 1188       | 1022       | 1097       | 1017       | 1146       | 821        | 973        | 853        | 968        | 993     |

| الحلقة | تاريخ البث الأصلي | متوسط تقييم الجمهور | متوسط تقييم الجمهور |
| الحلقة | تاريخ البث الأصلي | إيه جي بي نيلسن     | إيه جي بي نيلسن     |
| الحلقة | تاريخ البث الأصلي | على الصعيد الوطني   | سيول                |
| ------ | ----------------- | ------------------- | ------------------- |
| 1      | 4 أكتوبر 2019     | 3.512٪              | 3.777٪              |
| 2      | 5 أكتوبر 2019     | 3.846٪              | 3.983٪              |
| 3      | 11 أكتوبر 2019    | 3.759٪              | 3.910٪              |
| 4      | 12 أكتوبر 2019    | 4.839٪              | 4.999٪              |
| 5      | 18 أكتوبر 2019    | 4.209٪              | 4.252٪              |
| 6      | 19 أكتوبر 2019    | 4.989٪              | 5.239٪              |
| 7      | 25 أكتوبر 2019    | 4.704٪              | 4.662٪              |
| 8      | 26 أكتوبر 2019    | 4.873٪              | 5.239٪              |
| 9      | 1 نوفمبر 2019     | 4.594٪              | 4.692٪              |
| 10     | 2 نوفمبر 2019     | 4.874٪              | 4.483٪              |
| 11     | 8 نوفمبر 2019     | 4.412٪              | 4.706٪              |
| 12     | 9 نوفمبر 2019     | 4.761٪              | 4.844٪              |
| 13     | 15 نوفمبر 2019    | 3.623٪              | 3.837٪              |
| 14     | 16 نوفمبر 2019    | 4.283٪              | 4.307٪              |
| 15     | 22 نوفمبر 2019    | 3.900٪              | 4.157٪              |
| 16     | 23 نوفمبر 2019    | 3.951٪              | 4.032٪              |
| المعدل | المعدل            | 4.321٪              | 4.445٪              |

## روابط خارجية
- الموقع الرسمي
 (بالكورية)
- بلدي:عهد جديد على موقع IMDb (الإنجليزية)
- بلدي:عهد جديد على موقع روتن توميتوز (الإنجليزية)
- بلدي:عهد جديد على موقع نتفليكس (الإنجليزية)
- بلدي:عهد جديد على موقع كينوبويسك (الروسية)
- بلدي:عهد جديد على موقع قاعدة بيانات الفيلم (الإنجليزية)
- بلدي: عهد جديد على هانسينما